# September (альбом)
September (с англ. — «Сентябрь») — дебютный студийный альбом шведской певицы September (Петра Марклунд). Он был выпущен 11 февраля 2004 года, это её первый и единственный релиз на лейбле Stockholm Records.
Все песни в альбоме были написаны Йонасон ван дер Бургом, Ану Багаван и Никласом ван дер Бургом, за исключением «We Can Do It», которая была написана также при участии Sigidi и Гарольда Клейтона. Продюсером альбома стал Йонас ван дер Бург.
Альбом добрался до 36 места в альбомном чарте Швеции и пробыл там шесть недель.

## Список композиций
| №                   | Название                                       | Длительность |
| ------------------- | ---------------------------------------------- | ------------ |
| 1.                  | «Same Old Song»                                | 3:27         |
| 2.                  | «September All Over»                           | 3:47         |
| 3.                  | «Get What You Paid For»                        | 3:23         |
| 4.                  | «La La La (Never Give It Up)»                  | 3:19         |
| 5.                  | «Mary Ann»                                     | 3:08         |
| 6.                  | «We Can Do It»                                 | 3:37         |
| 7.                  | «Can't Love Myself»                            | 3:29         |
| 8.                  | «Star Generation»                              | 3:17         |
| 9.                  | «Pretty World»                                 | 3:41         |
| 10.                 | «Love Thing»                                   | 3:24         |
| 11.                 | «Love for Free» (guest vocal by Anoo Bhagavan) | 3:27         |
| Общая длительность: | Общая длительность:                            | 38:02        |

## Чарты
| Чарт (2004)                | Пиковая позиция |
| -------------------------- | --------------- |
| Швеция (Sverigetopplistan) | 36              |